# Pyruvat-Dehydrogenase-Mangel
Der Pyruvat-Dehydrogenase-Mangel ist eine sehr seltene angeborene neurometabolische Erkrankung mit Störungen im Pyruvatdehydrogenase-Komplex.
Je nach betroffenem mitochondrialen Enzym (Pyruvatdehydrogenase (E1), Dihydrolipoyl-Transacetylase (E2) oder Dihydrolipoyl-Dehydrogenase (E3)) reicht das klinische Bild von schwerer Laktatazidose beim Neugeborenem bis zu neurologischen Erkrankungen mit späterem Beginn.
Synonyme sind: Kongenitale Laktazidose, Pyruvat-Dehydrogenase-Komplex-Mangel, englisch Pyruvat dehydrogenase (complex) deficiency
Die Erstbeschreibung stammt aus dem Jahre 1970 durch die US-Amerikaner John P. Blass, Joel Avigan und B. William Uhlendorf.

## Verbreitung
Die Häufigkeit wird mit unter 1 zu 1.000.000 angegeben, die Vererbung erfolgt teils autosomal-rezessiv, teils X-chromosomal dominant.

## Einteilung
Derzeit ist folgende Einteilung nach den Untereinheiten des PDH-Komplexes gebräuchlich:
- PDHD durch E1-alpha-Mangel (PDHA1), Mutationen im PDHA1-Gen auf dem X-Chromosom Genort p21.12, X-chromosomal dominant[4][5]
- PDHD durch E1-beta-Mangel, Mutationen im PDHB-Gen auf Chromosom 3 Genort p14.3, autosomal-rezessiv[6][7]
- PDHD durch E2-Mangel (PDHB), Mutationen im DLAT-Gen auf Chromosom 11 Genort q23.1, autosomal-rezessiv[8][9]
- PDHD durch E3-Mangel, Synonyme: Dihydro-Lipoamid-Dehydrogenase-Mangel; Ahornsirup-Krankheit, E3-defiziente; DLD-Mangel, Mutationen im DLD-Gen auf Chromosom 7 Genort q31.1, autosomal-rezessiv[10][11]
- PDHD durch Mangel des E3-bindenden Proteins, Synonyme: 2-Oxo-Glutarat-Komplex-Mangel; Diaphorase-Mangel; Dihydrolipoamid-Dehydrogenase-bindendes Protein-Mangel des Pyruvat-Dehydrogenase-Komplex; Dihydrolipoyl-Dehydrogenase-Mangel; GCSL-Mangel; Lipoamid-Dehydrogenase-Mangel; Mangel der E3-Untereinheit des Pyruvat-Dehydrogenase-Komplexes; Pyruvat-Dehydrogenase-Protein-X-Komponenten-Mangel; Verzweigtkettige-alpha-Ketosäuren-Dehydrogenase-Komplex-Mangel, Mutationen im PDX1-Gen auf Chromosom 11 Genort p13, autosomal-rezessiv[12][13]
- PDH-Phosphatase-Mangel (PDHPD), Mutationen im PDP1-Gen auf Chromosom 8 Genort q22.1, autosomal-rezessiv[14]

## Klinische Erscheinungen
Klinische Kriterien sind:
- Bereits intrauterin gestörte Entwicklung mit geringer Gewichtszunahme und niedrigem Geburtsgewicht
- häufig gleich nach der Geburt Muskelhypotonie, Trinkschwierigkeiten, Atemnot
- Psychomotorische Retardierung
- Mikrozephalie, Ataxie, Optikusatrophie
- Lactazidose

Häufig besteht klinisch das Bild eines Leigh-Syndroms.

## Diagnose
Eine Kombination von frühzeitigem Beginn neurologischer Auffälligkeiten, Laktatazidose und Auffälligkeiten des Gehirnes sollte den Verdacht auf Pyruvat-Dehydrogenase-Mangel hervorrufen.
Oft ist die Laktat-Konzentration im Liquor cerebrospinalis gegenüber dem Blutplasma deutlich erhöht. Die Diagnosesicherung erfolgt durch den Nachweis der gestörten Enzymfunktion.

## Differentialdiagnose
Abzugrenzen sind andere Ursachen für eine Laktatazidose wie Pyruvat-Carboxylase-Mangel, Defekte der Glukoneogenese und weitere mitochondriale Erkrankungen sowie das Leigh-Syndrom.